# Френсіс Томпсон
Френсіс Томпсон (англ. Francis Thompson; між 12.09.1778 і 12.09.1779 — XIX ст.) — підприємець, що емігрував з Англії в Нью-Йорк, судновласник, основний імпортер британських залізних виробів до Нью-Йорку десь в першій чверті XIX століття, один із засновників «Black Ball Line».

## Біографія
Френсіс Томпсон народився між 12.09.1778 і 12.09.1779 в Вінчестері, Вірджинія.
У 1798 році Френсіс Томпсон приїхав до Нью-Йорка, щоб представляти сімейний бізнес.
У Нью-Йорку Френсіс Томпсон почав працювати з Ісааком Райт і своїм сином Вільямом (схоже, що мова йде про сина Френсіса Томпсона ім'ям якого подалі назвали пакет-вітрильник «William Thompson» компанії «Black Ball Line»). Супутники-квакери з Лонг-Айленда (Френсіс одружився з дочкою Ісаака), які, почавши, як ковалі, перетворилися в основних імпортерів британських товарів із заліза.
У 1801 році до Френсіса приєднався його племінник Джеремія Томпсон, син його брата. В інших джерелах вказано, що Джеремія Томпсон — брат Френсіса Томпсона.
12 вересня 1803 року Френсіс Томпсом, схоже цій Френсіс Томпсон, у віці 25 років одержав Seamen's Protection Certificate за номером 237, у митному окрузі Салем.
До 1807 року, щоб полегшити свою діяльність різними імпортом і експортом, Ісаак Райт і Френсіс Томпсон спільно володіють швидким вітрильним трансатлантичним торговельним судном «Pacific».
До цього ж року (1807) батько Томпсона (схоже, що це батько Джеремія Томпсона) повернувся в Роудон (Йоркшир, Англія), і вже почав використовувати австралійську вовну для виробництва особливо гарної вовняної тканини, яка знайшла ринок збуту в США. Шукаючи, як розширити і збалансувати цю торгівлю, Джеремія Томпсон запропонували вантажити свої товари на американському Півдні (уникаючи посередників), а потім купувати бавовну-сирець на експорт із США в Манчестер. В цю торгівлю була залучена «Black Ball Line», яку заснували в 1817 році в Нью-Йорку.
У 1815 році Бенджамін Маршалл повертався в Нью-Йорк з туру європейських міст на вітрильному судні і йому доводилося миритися з усіма незручностями в каюті і невизначеностями мореплавання. На судні були попутники Френсіс Томпсон, його брат Джеремія і Ісаака Райт. Результатом цієї випадкової зустрічі подалі стало формування знаменитої «Black Ball Line». Серед попутників були судновласники, комерсанти з продажу вовни, текстилю і планувалося вивозити з США сировину бавовни.